# أرماندو رودريغيز
أرماندو رودريغيز (بالإنجليزية: Armando Rodriguez)‏ هو شخصية أعمال أمريكي، ولد في 18 نوفمبر 1918، وتوفي في 12 يناير 2014.